# Elias Avery Lowe
Elias Avery Lowe (Kalvarija, 15 ottobre 1879 – 8 agosto 1969) è stato un paleografo lituano naturalizzato statunitense.
Prima ricercatore e poi professore associato all'Università di Oxford dal 1913 al 1936, è poi stato professore ordinario dell'Institute for Advanced Study di Princeton a partire dal 1936.

## Biografia
Elias Avery Lowe nacque a Kalvarija, oggi in Lituania (allora parte dell'Impero russo) da una famiglia di ebrei russi: Sarah Ragoler e Charles Loew, mercante di seta e tessuti ricamati. La famiglia emigrò a New York nel 1892, prendendo la cittadinanza statunitense nel 1900. Il suo nome era originariamente Elias Avery Loew, ma fu ufficialmente modificato in Lowe nel 1918.
Nel 1911 sposò la traduttrice Helen Tracy Lowe-Porter, dalla quale ebbe tre figlie. Tra i loro discendenti si contano l'artista britannica Charlotte Johnson Wahl e suo figlio, il giornalista e politico Boris Johnson, ex sindaco di Londra e Segretario di Stato per gli affari esteri e del Commonwealth, nonché Primo Ministro del Regno Unito.
Le sue ceneri si trovano al Corpus Christi College di Oxford.

## Istruzione e carriera
Dopo aver studiato al City College di New York dal 1894 al 1897, Lowe conseguì un Bachelor of Arts presso l'Università Cornell nel 1902. Dopodiché studiò brevemente alla Università "Martin Lutero" di Halle-Wittenberg e poi alla Università Ludwig Maximilian di Monaco dove, sotto la supervisione di Ludwig Traube, completò il suo dottorato nel 1908.
Fu poi ricercatore dell'Università di Oxford a partire dal 1913. Dal 1927 ottenne la cattedra di professore associato. Pur essendo divenuto professore ordinario dell'Institute for Advanced Study di Princeton nel 1936, continuò a svolgere attività accademica anche a Oxford fino al 1948. Fu inoltre consulente di paleografia alla Biblioteca del Congresso e poi, dal 1911 al 1953, ricercatore associato in paleografia presso la Carnegie Institution for Science.

## Opere
Lowe scrisse importanti opere riguardanti la paleografia medievale, a partire da The Beneventan Script, un saggio del 1914 riguardante il più vecchio manoscritto esistente della Regola benedettina, fino alla raccolta Palaeographical Papers, 1907–1965 (pubblicata postuma nel 1972).
È tuttora ricordato soprattutto per l'opera in 11 volumi Codices Latini Antiquiores, che offre una guida paleografica a tutti i manoscritti di opere letterarie in latino antecedenti al IX secolo. Pubblicato tra il 1934 e il 1971, il suo monumentale lavoro copre oltre 1800 manoscritti tratti dagli archivi di 21 paesi; di ogni manoscritto sono fornite dettagliate descrizioni e diversi facsimili.
Considerato internazionalmente come una delle massime autorità del suo campo, ha ricevuto importanti riconoscimenti da numerosi istituti accademici, università e istituti di ricerca. Nel 1957 è stato premiato con la Medaglia Haskin della Medieval Academy of America. Nel 1959 ha ricevuto la medaglia d'oro della Bibliographical Society. Ha ricevuto una Laurea honoris causa dall'Università di Oxford nel 1936, nonché dalla Università del Nord Carolina nel 1946 e dalla Università Nazionale d'Irlanda nel 1964.
Dal 1954 fino alla sua morte, nel 1969, è stato Honorary Fellow del Corpus Christi College di Oxford, dove tuttora si tiene in suo onore una serie di convegni dal titolo E. A. Lowe Lectures.